# بستان (آلتين ساي)
بستان هي بلدة في مقاطعة آلتين ساي في ولاية صرخنداريا في أوزبكستان.